# فریدرایشسفلده
فریدرایشسفلده (به آلمانی: Berlin-Friedrichsfelde) یک منطقهٔ مسکونی در آلمان است که در لیشتنبرگ واقع شده است. فریدرایشسفلده ۵۰٬۰۱۰ نفر جمعیت دارد.